# Kladruby u Teplic
Kladruby (deutsch Kradrob) ist eine Gemeinde in Tschechien. Sie liegt drei Kilometer südlich des Stadtzentrums von Teplice und gehört zum Okres Teplice.

## Geographie

### Geographische Lage
Kladruby befindet sich im Nordböhmischen Becken am südlichen Fuße des Hügels Ve Chvojkach (Wachholderberg; 383 m) an der Quelle des Kladrubský potok. Im Osten und Süden wird das am südlichen Stadtrand von Teplice gelegene Dorf von der Europastraße 442 / Staatsstraße 13 umfahren. Nordwestlich liegt der Flugplatz Teplice.

### Gemeindegliederung
Für die Gemeinde Kladruby sind keine Ortsteile ausgewiesen.

### Nachbargemeinden
Nachbarorte sind Nová Ves im Norden, Prosetice und Bystřany im Nordosten, Světice und Úpořiny im Osten, Pytlíkov, Lbín, Lysec und Dolánky im Südosten, Ohníč und Křemýž im Süden, Pňovičky und Tuchlov im Südwesten, Straky und Lahošť im Westen sowie Hudcov im Nordwesten.

## Geschichte
Die erste schriftliche Erwähnung des Dorfes erfolgte im Jahre 1370. 
Das Dorf war landwirtschaftlich geprägt. Während des Siebenjährigen Krieges fand 1762 nordwestlich die Schlacht bei Hundorf und Kradrob statt. Gepfarrt war Kladruby nach Teplice. Nach der Aufhebung der Patrimonialherrschaften bildete Kradrob/Kladrob mit den Ortsteilen Neudörfel/Nová Ves, Webeschan/Vebžany, Ratsch/Hradiště, Welbine/Lbín, Ließnitz/Lysec und Pittling/Pytlíkov im Jahre 1849 eine Gemeinde im Bezirk Töplitz. Seit der zweiten Hälfte des Jahrhunderts fanden Kladrob und Kladruby nebeneinander als tschechische Ortsnamen Verwendung. 1890 hatte das Dorf 371 Einwohner, davon waren 346 Deutsche und 25 Tschechen. Im Ort bestand ein Gutshof und eine Schäferei. An der südwestlichen Peripherie erfolgte der Abbau von Braunkohle. 1910 wurden die neu entstandenen Gemeinden Ließnitz mit Welbine und Pittling sowie Webeschan mit Ratsch ausgegliedert.
Im Jahre 1930 hatte die Gemeinde Kradrob einschließlich des Ortsteiles Neudörfel 996 Einwohner. Nach dem Münchner Abkommen erfolgte 1938 die Angliederung an das Deutsche Reich. 1939 lebten in der Gemeinde im Landkreis Teplitz-Schönau 838 Menschen. Nach dem Ende des Zweiten Weltkrieges  erfolgte die Vertreibung der deutschen Bevölkerung. 1961 erfolgte die Umgemeindung von Nová Ves in die Stadt Teplice.

## Kultur und Sehenswürdigkeiten
- Statue des Hl. Johannes von Nepomuk
- Kapelle
- Ve Chvojkach (Wachholderberg) mit Fernsehturm und Denkmal für den Bauernbefreier Hans Kudlich
- Schloss Tuchlov, das Jagdschloss im Empirestil ließ August von Ledebour-Wicheln 1821 errichten